# Teysachaux
Teysachaux est un sommet des Préalpes fribourgeoises culminant à 1 909 mètres d'altitude, situé dans le canton de Fribourg, non loin des villes de Châtel-Saint-Denis et de Bulle.

## Toponymie
En patois ancien, Teysachaux est la contraction de taiza (« étendu ») et chaux (« pâturage peu productif », ou — dans le cas présent —, « pâturage de montagne »).

## Géographie

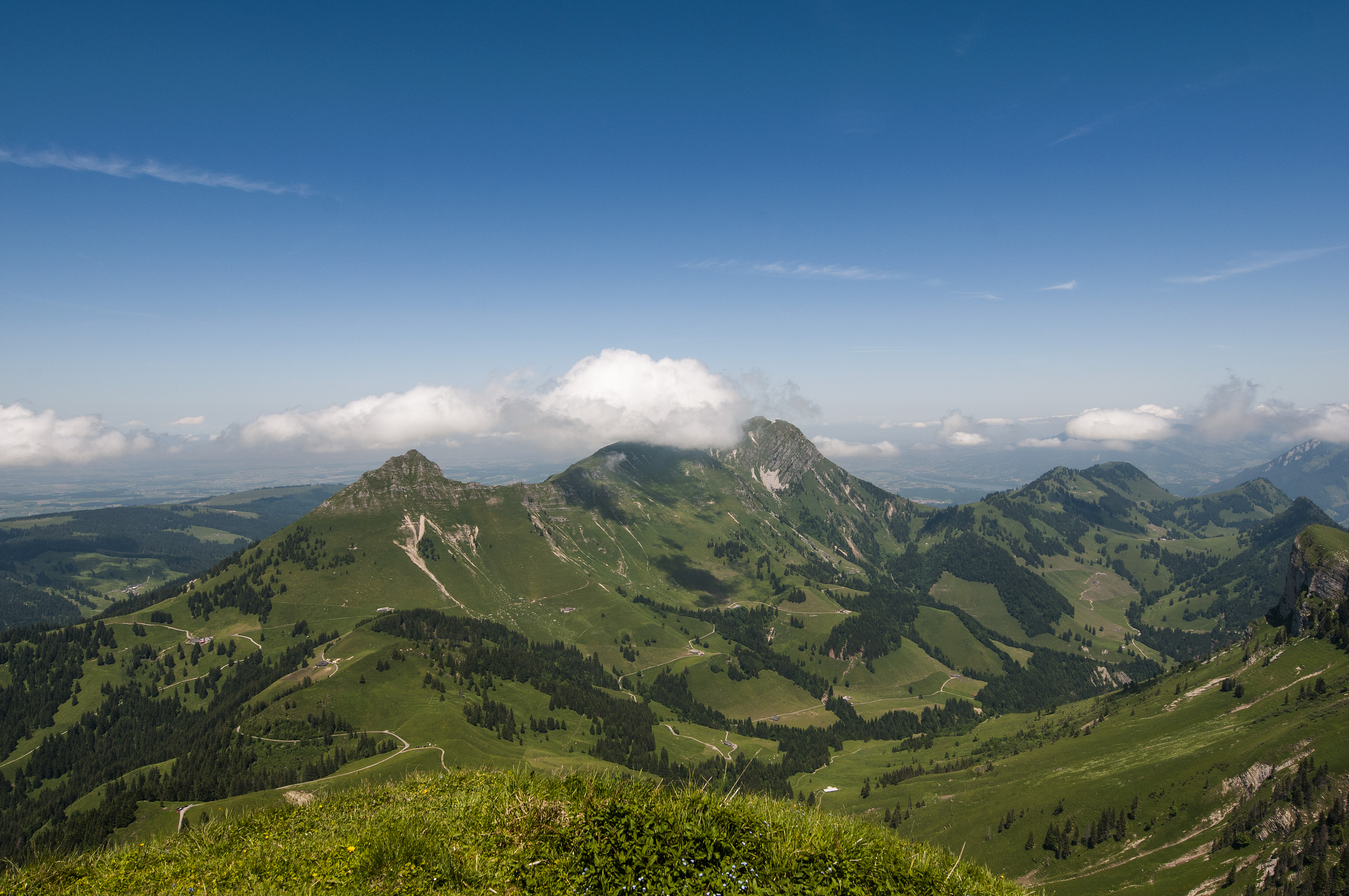
Vue du Teysachaux depuis la dent de Lys.

Teysachaux se trouve dans le prolongement sud-ouest du Moléson, sur les communes de Châtel-Saint-Denis, Haut-Intyamon et Semsales. Il est entouré des sommets du Moléson au nord-est, du Niremont à l'ouest et de la dent de Lys au sud. Les stations des Paccots et du Rathvel, à proximité directe, constituent une halte appréciée des randonneurs ou des skieurs qui s'attaquent à son ascension.
Plusieurs chalets d'alpage (dont certains font également office de buvette-restaurant) sont disséminés sur les flancs de Teysachaux, témoignant de la conquête progressive des pâturages d'altitude pour l'exploitation laitière durant le XIXe siècle.

## Histoire
En 1870, au pied du versant occidental de Teysachaux, a été découvert un fossile d'ichthyosaure d'environ deux mètres de long, vieux de 175 à 183 millions d'années (période du Jurassique). Sujet de nombreuses études, ce fossile fait actuellement partie de l'exposition permanente du musée d'histoire naturelle de Fribourg.